# Olsen bandája
Az Olsen bandája egy 1968-as dán film. Első része a 15 részes Olsen-banda filmsorozatnak. Bemutatója 1968. október 11-én volt Dániában.
A sorozat a bűnügyi filmek paródiája, helyenként börleszk-elemekkel.

## Történet
|  | Alább a cselekmény részletei következnek! |

A film legelején Egon, Benny és Kjeld egy trafikost akarnak kirabolni. Szerda este, mert ilyenkor a totó-fogadásokból sok pénz marad ott. Megvárják, míg a biztonsági őr elhagyja a helyszínt. A kirakatot véletlenül betörik, ennek hatására a rendőrség egy pillanat alatt a helyszínre ér. Benny és Kjeld elszaladnak, de Egon csak elsétál, úgy tesz, mintha nem lett volna köze hozzá. Azonban elkapják és bebörtönzik.
Egon a börtönben kidolgoz egy tervet, ami egy 12 millió koronát érő német műkincs elrablását tűzi célul. Betérnek kedvenc kocsmájukba, ahol az emeleten, a kétes erkölcsű manikűrös lányoknál részletesen ismerteti Egon a többiekkel tervét. A banda úgy tervezi, hogy a pénzből elutaznak Mallorcára. A tárgyat magas szintű védelmi rendszer óvja. Egy megfigyelőrendszerrel Mortensen felügyelő kíséri figyelemmel a műtárgyat, a rendőrfőnök parancsára. Ha valaki megérinti az üveg felületét, akkor megszólal a riasztó és a tárgy lesüllyed egy biztonságos terembe, a rendőrség azonnal értesítést kap és kimegy a helyszínre.
Lemérik, mennyi időbe telik, míg kiérnek a reptérre. Ez 9 perc 27 másodperc időt vesz igénybe. Megnézik mekkora súlyú dinamitra van szükség a csatorna-alagút felrobbantásához (5 gramm). Knippelsbro-ig 3 perc 12 másodperc, a víztoronyig 1 perc 40 másodperc, míg az autópályáig 2 perc 20 másodperc szükséges. Úgy tervezik, hogy Kjeld felesége, gyerekei és Benny barátnője, Ulla a repülőtéren várnak majd. Lemérték azt is, milyen hosszú a terem (13 méter), hogy a felügyelőnek mennyi ideig tart, míg kiér a megfigyelőszobából az utcára.

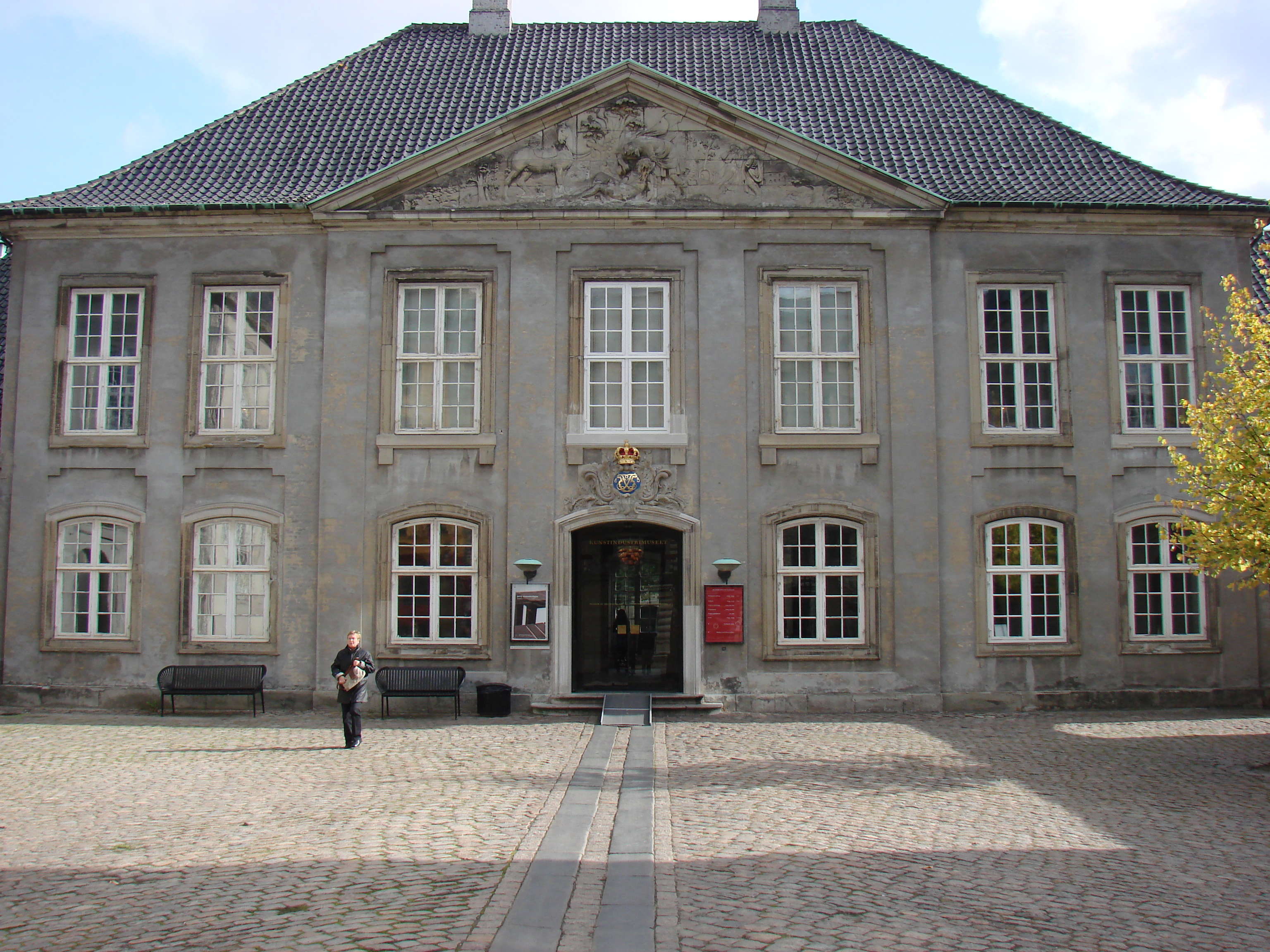
A filmben szereplő Dán Nemzeti Művészeti Múzeum épülete

Benny lefoglalja a repülőjegyeket, de Egon szerint előre kell megvenni. A repülőjegyek ára 4398 korona, de nincs annyi pénzük, így Benny a barátnőjével egy szerződést akar aláíratni, de ő már bundát vett a pénzen. Másik megoldásként Kjeld fiától, Børge-tól akarják este elcsenni. A fiú egy csapdát állít, amivel leleplezi a tolvajokat. Kjeld felesége, Yvonne is belép a szobába, aki szintén ellenzi a fiú kizsákmányolását, de Egon szerint (mivel a fiú még csak 14 éves) apja "jogosan felhasználhatja" fia pénzét.
Mivel az előkészületek rendben lezajlanak, rátérnek a terv véghezviteléhez. Így lemennek a szennyvízcsatornába, míg a múzeum előtt az egyik manikűrös egy autóban vár, és Kjeld fiatalabb gyermeke a kiállításon van. A csatornában 13 és fél méterre egy buszmegálló oszlopa belóg, amit elfűrészelnek, hogy tovább tudjanak menni. Újabb 13 méter megtétele után Egon bejelöli a falat és elhelyezi a dinamitot. A robbantás sikeres, amit a múzeum előtt álló kocsival lepleznek. Ugyanis olyan hangja volt, mintha az autó lerobbant volna. Mortensen kiszalad, hogy megbírságolja a tulajdonosát, míg a bent lévő gyerek egy másiknak rágót ajánl fel, ha megérinti a tárgyat védő üveget. Ő megteszi, aminek hatására lesüllyedt a tárgy, egyenesen Olsenékhez. Ők felmarkolják és elhagyják a helyszínt.
A rendőrség talál egy nyomot, Benny barátnőjének, Ulla-nak fényképét, ami alapján rájönnek, hogy az Olsen-banda állhat az ügy hátterében. A reptér felé kifogy az üzemanyaguk, ezért megállnak az autópálya szélén. Egy rendőrautó megáll, majd elvontattatják az autót, mivel több hibát is felfedeznek a járműben. Mivel benne maradt a kincs, ezért elmennek a rendőrségi parkolóba, ahol egy kutya nehezíti meg a dolgukat. A helyszínre érkezik Mortensen is, akit a kutya elüldöz. A banda a tárgyat behelyezi egy babakocsiba, majd odébbállnak és betérnek a kocsmába a manikűrösökhöz. Yvonne észreveszi az utcán lévő babakocsit és felhúzza magát. Ulla is megérkezik, aki összekap Bennyvel, mikor közli vele, hogy gyermeket vár. Yvonne elviszi a babakocsit, ezért gyorsan utánaerednének, ha nem jelent volna meg Mortensen. Beszállnak az autóba, de mivel fogytán volt a benzin, egy kútnál megálltak. A tankolás 47,50-be került volna, de telefonálásra hivatkozva bemennek a házba, ahonnan egy hátsó ajtón kiosonva elviszik a benzinkutas autóját, aki utánuk ered. A rendőrség éppen ezért a benzinkutast kapja el, aki magyarázkodás után tisztázza a helyzetet, így a banda ismét kereszttűzbe kerül.

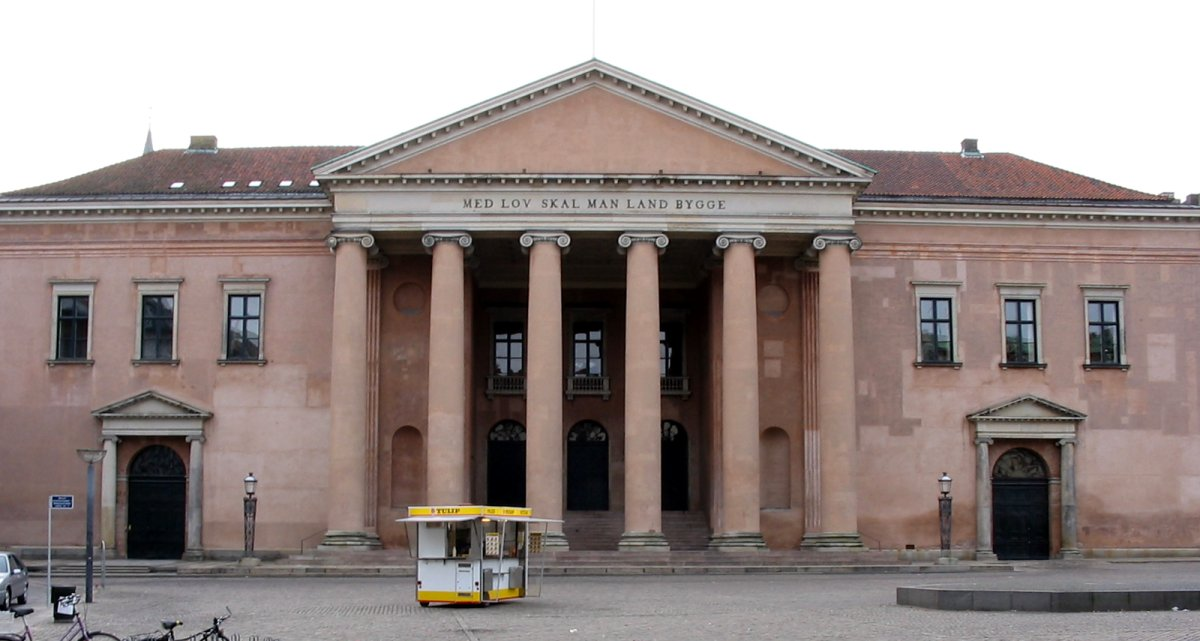
A film végén lévő bírósági épület, ahol a banda banánt kezd árulni

Megállnak egy lerobbant kocsisnál. Benny könnyedén megszereli az autót, így sikerült autót cserélniük. Sajnos ennek a kocsinak is kifogyóban van az üzemanyaga, ezért megállnak egy építkezésnél. A kint parkoló autót egy motoros rendőr észreveszi és felírja az adatait. Ezt követően hamarosan megérkeznek a manikűrös lányok, hogy segítsenek a három kasszafúrónak. Mortensen elakad, ezért felhívja a seriffet, hogy kapják el őket. A seriff 4 motoros rendőrt küld a nyomukba, akik megérkeznek az építkezés helyszínére. Egonék elbújnak az egyik épületben, míg a rendőrök bemennek és ott a manikűrös lányok lefoglalják őket. Olsenék elhajtanak. Később megállnak, mert Mortensen utoléri őket, aki beszállítja a kocsiba mindhármukat. Ezt követően felhívja a rendőrfőkapitányt, a sofőr pedig egy meglátogat egy fát. Ezt a helyzetet kihasználva elviszik a rendőrautót. Egy útzárnál a rendőrök elengedik a rendőrkocsiban ülő bandát, míg az őket üldöző Mortensent megállítják. Ezzel egérutat nyernek.
Mivel a babakocsi és a benne lévő kincs még mindig Kjeld feleségénél, Yvonne-nál van, ezért kimennek a vonat-pályaudvarra, hogy megszerezzék tőle. A vonat sajnos elindul, de sikerül felszállniuk. Kjeld bemegy feleségéhez, Benny és Egon kint várt az ajtóknál. Kjeldnek megsérti a feleségét, így nem tudja megszerezni a poggyász papírjait. A kalauz kéri a jegyüket, de nincs náluk elég pénz, hogy ki tudják fizetni. Ezért leszállították őket a következő megállónál. A trió felszáll a tehervagonba, de azt lekapcsolják. Egon a váltónál vár, átkapcsolja, és pont Mortensen rendőrautójába csapódik (aki épp a vonat elindulása után ér ki a helyszínre).
Egy bútorgyártó kisteherautóba szállnak, de az túl lassú, így Mortensen futva is fel tud szállni a hátul kinyitott ajtóval közlekedő járműbe. Egy emelkedőnél kiesik a babakocsi és a két bent lévő zongora. Egyiken Kjeld, aki az árutérben utazott, másikon Mortensen. Egon ezt észreveszi és gyorsan visszafordulnak. Miután leérnek a lejtőről és utolérik őket, rájönnek, hogy nincs is a babakocsiban. Valójában Yvonne fiánál van, akik egy kompra várnak. Egon elindul a teherautóval, de a többiek besokallnak. Benny barátnője megjelenik és bejelenti, hogy szerzett egy lakást Brøndbyøsterben. Ezt követően Yvonne is megjelenik az egész családdal (akik végül nem szálltak fel a kompra).
Egon kiér a kikötőbe és eladja 5 koronáért a kisteherautót. A vevő kevesellve az árat felhívja a rendőrséget. Mortensen veszi fel, aki megtudja, hogy 7 perce van a következő komp indulásáig kiérni a kikötőbe.
Yvonne fia beviszi a rendőrségre a kincstárgyat, hogy megkapja az érte járó díjat. Egont elkapják és 2 év börtönbüntetést kap. Szabadulása után a banda illegális banánárusításba kezd, amit Mortensen nem néz jó szemmel.

## Szereplők
| Szereplő          | Színész         | Magyar hang            |
| ----------------- | --------------- | ---------------------- |
| Egon Olsen        | Ove Sprogøe     | Dobránszky Zoltán      |
| Benny Frandsen    | Morten Grunwald | Sinkovits-Vitay András |
| Kjeld Jensen      | Poul Bundgaard  | Koroknay Géza          |
| Mortensen nyomozó | Peter Steen     | Tahi József            |
| Yvonne            | Kirsten Walther | Kiss Erika             |
| Børge             | Jes Holtsø      | Simonyi Balázs         |
| rendőrfőkapitány  | Poul Reichhardt | Makay Sándor           |
| Ulla              | Lotte Tarp      | Nyírő Bea              |
| Connie            | Grethe Sønck    | Némedi Mari            |
| seriff            | Ole Monty       |                        |
| Tjener Hansen     | Paul Hagen      | Csuha Lajos            |

## DVD kiadás
Magyarországon a Mirax jelentette meg mind a 14 részt DVD-n. A lemezen 4:3-as magyar nyelvű változat, valamint 16:9-es dán nyelvű változat nézhető. Felirat csak angolul érhető el. A szinkront a Hungarofilm megbízásából a Liget Stúdió készítette.

## Érdekességek
- A banda egy 1959-es Plymouth Belvedere-t használ, rendszáma: KH 28.666
- A lerobbant kocsi egy 1962-es Mercedes-Benz W110, rendszáma: AL 24.834
- A filmben használt rendőrautók 1951-es évjáratú Ford Zephyr Six MkI típusú gépjárművek, egyikük rendszáma: AB 44.052

## Külső hivatkozások
- Olsen bandája a PORT.hu-n (magyarul)